# Mel Gibson
Mel Colmcille Gerard Gibson, AO (født 3. januar 1956) er en amerikansk-australsk skuespiller og filminstruktør. Han etablerede sig som stjerne med Mad Max- og Dødbringende våben-filmene. Han har senere instrueret i alt 4 film. Hans første var The Man Without A Face. Han instruerede og spillede selv hovedrollen i filmen Braveheart, der vandt fem statuetter ved Oscar-uddelingen i 1996. Han har desuden instrueret filmene The Passion of the Christ (2004) og Apocalypto (2006), som handler om mayaerne.

## Filmografi
- Daddy’s Home 2 (2017)
- Blood Father (2016)
- The Expendables 3 (2014)
- Machete Kills (2013)
- Get The Gringo (2012)
- The Beaver (2011)
- Edge of Darkness (2010)
- Apocalypto (2006)
- The Passion of the Christ (2004)
- The Singing Detective (2003)
- Signs (2002)
- We Were Soldiers (2002)
- Chicken Run (2000)
- The Million Dollar Hotel (2000)
- The Patriot (2000)
- What Women Want (2000)
- Payback (1999)
- Dødbringende våben 4 (1998)
- Farlige teorier (1997)
- Fairy Tale: A True Story (1996)
- Løsepenge (1996)
- Braveheart (1995)
- Casper (1995)
- Pocahontas (1995)
- Maverick (1994)
- Manden uden ansigt (1993)
- David and Goliath (1992)
- Dødbringende våben 3 (1992)
- Forever Young (1992)
- Air America - luftens helte (1990)
- Du skyder, jeg smiler (1990)
- Hamlet (1990)
- Dødbringende våben 2 (1989)
- Tequila Sunrise (1988)
- Dødbringende våben (1987)
- Mad Max i Tordenkuplen (1985)
- The Bounty (1984)
- Mrs. Soffel (1984)
- Stormfloden (1984)
- Lev farligt (1982)
- Mad Max 2 (1982)
- Ærens vej til Gallipoli (1981)
- Junglekrigens hårde hales (1980)
- Mad Max (1979)
- Tim (1979)
- Summer City (1977)